# Michael Hahn’sche Gemeinschaft

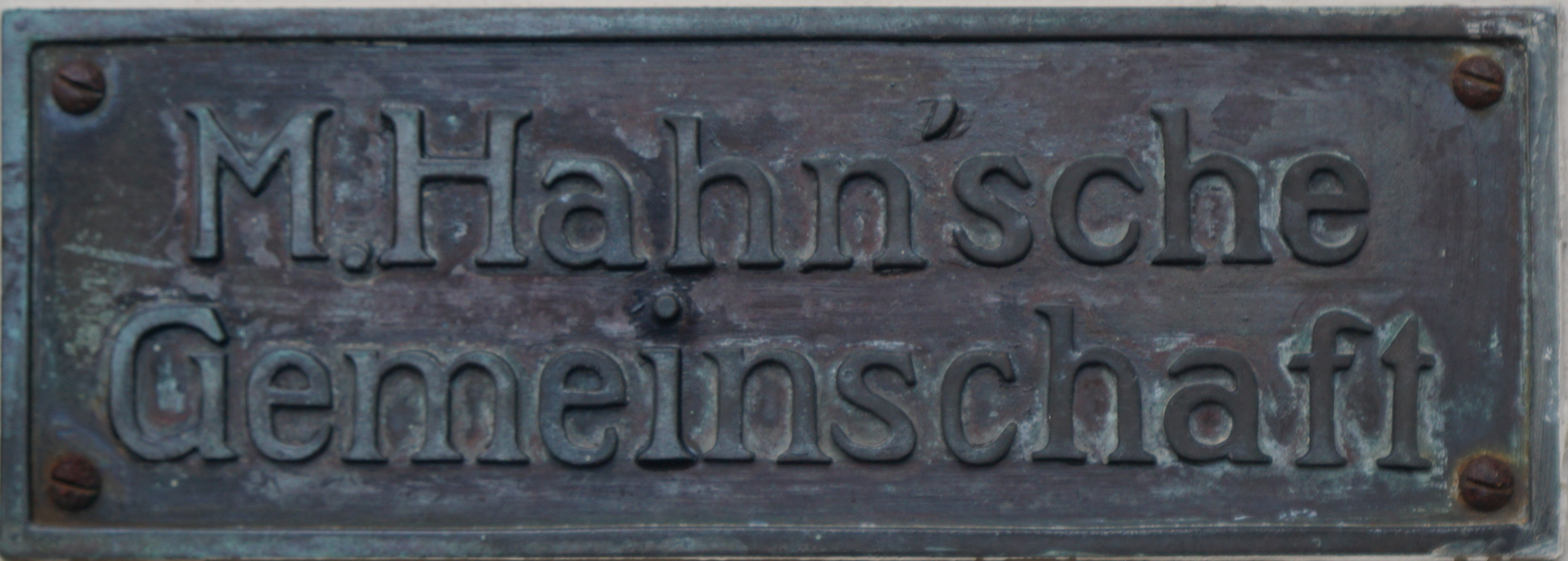
Türschild am Vereinssitz in Böblingen

Die Michael Hahn’sche Gemeinschaft (auch Hahn’sche Brüder, Michelianer oder die Hahninschen genannt) ist eine Versammlungsbewegung evangelischer Christen, die aus dem schwäbischen Pietismus heraus entstanden ist.

## Geschichte
Die Gemeinschaft geht zurück auf den Bauernsohn Johann Michael Hahn (1758–1819). Im Alter von 20 Jahren erlebte er seine erste Zentralschau (Vision). Weitere folgten, von denen er in Versammlungen sprach. In die sogenannten Erbauungsstunden, in denen Hahn die Bibel auslegte, strömten viele Menschen. Erst nach dem Tode Michael Hahns gaben sie sich den Namen Michael Hahn’sche Gemeinschaft. Anfang des 19. Jahrhunderts wollten sich einige dieser Gemeinschaften sogar von der Evangelischen Landeskirche in Württemberg trennen und ins Heilige Land auswandern, um das nahe Gottesreich zu erwarten. Hahn verhinderte jedoch sowohl eine Massenauswanderung als auch eine Trennung der Gemeinschaft von der Landeskirche. Hahn ist der Verfasser von ca. 2000 Liedtexten, die auf gängige Choralmelodien zu singen sind.

## Organisation
Die Gemeinschaften sind heute hauptsächlich im alt-württembergischen und nordbadischen Raum vertreten. Es gibt 225 örtliche Versammlungen. Diese sind in 24 Gemeinschaftsbezirken regional zusammengefasst. Die Mitgliederzahl liegt bei ungefähr 3500. Eine formelle Mitgliedschaft gibt es nicht. Die Gemeinschaft bietet Einkehrtage für jüngere und ältere Brüder, für Mütter, für andere Schwestern und für Kinder an. Die Stundenbesucher gehören meist zur Evangelischen Kirchengemeinde ihres Wohnortes. 

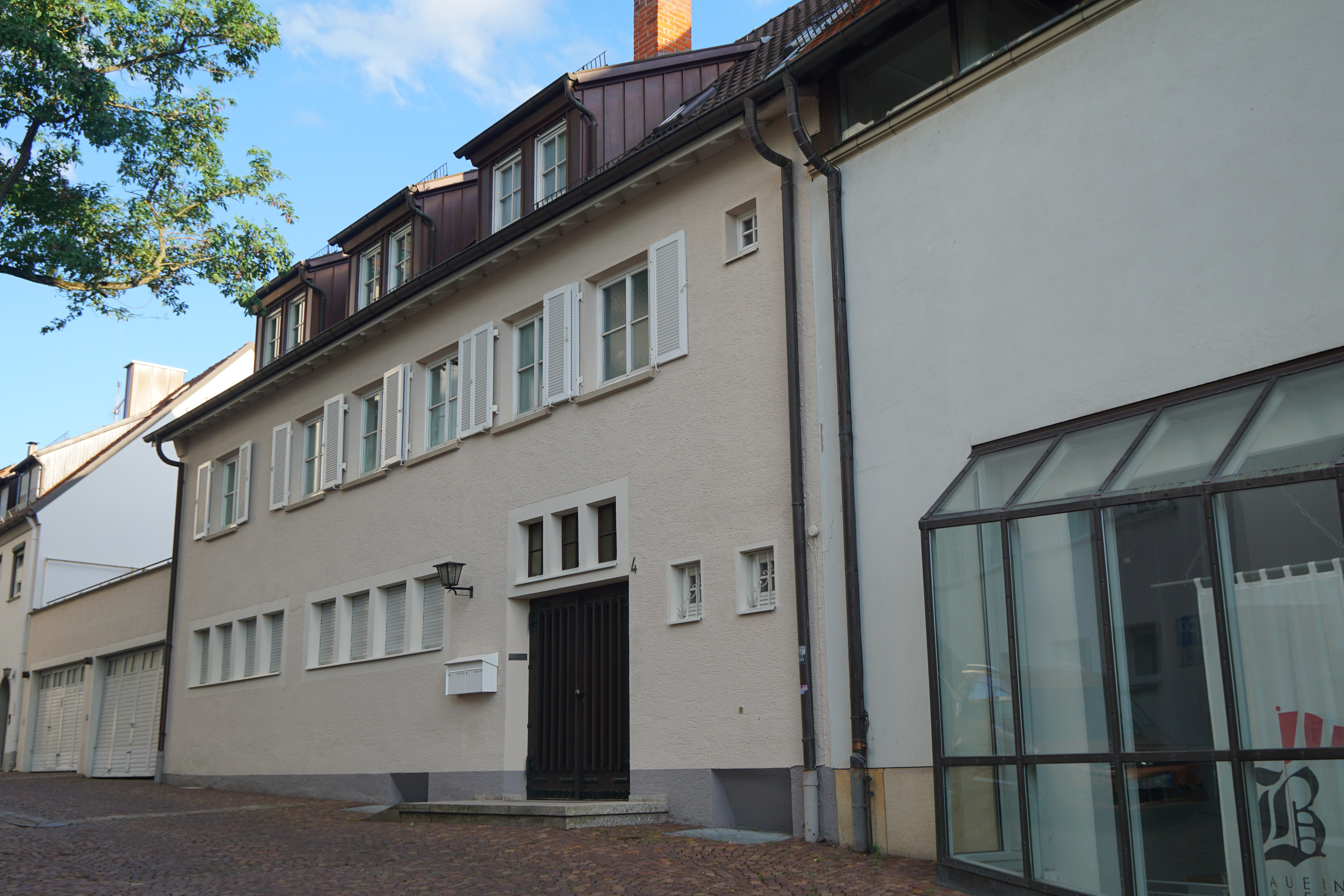
Vereinssitz in der Pfarrgasse 4 in Böblingen

Die Gemeinschaft ist als eingetragener Verein mit Sitz in Böblingen organisiert. Sie ist auf Unabhängigkeit bedacht und hat sich daher nicht dem evangelischen Gnadauer Gemeinschaftsverband angeschlossen, wenngleich ihre Mitglieder freundschaftliche persönliche Beziehungen zu Gliedern anderer Gemeinschaften pflegen. Sie veröffentlicht das interne Periodikum An die Glieder der M. Hahn’schen Gemeinschaft. Auf eine Internetpräsenz wird bewusst verzichtet. Eine Öffentlichkeitsarbeit findet nicht statt. Gewünscht wird allerdings die Bereitschaft zu einem wachstümlichen Glaubensleben. In diesem soll der Christ durch das Wirken des Heiligen Geistes auch zur Selbst- und Weltverleugnung sowie zur Heiligung und Christusähnlichkeit geführt werden.

## Praxis und Lehre
Neben dem Besuch des Gottesdienstes am Sonntagmorgen treffen sie sich zusätzlich am Nachmittag regelmäßig zur einstündigen Stunde (Bibelstunde). Meistens werden Versammlungsräume von einem Mitglied zur Verfügung gestellt. Häufig ist die Versammlung klein, dann kann die Stunde auch in einem Wohnzimmer stattfinden. Hier singen sie Lieder, die mehrheitlich von Hahn gedichtet wurden, beten, lesen einen Abschnitt aus der Bibel und anschließend erfolgt reihum eine Auslegung von verschiedenen Brüdern, Betrachtung oder Predigt zu diesem Text, die ausschließlich Männern vorbehalten ist. Frauen sitzen nicht am Tisch und folgen den Ausführungen der Männer schweigend und demütig. Von alters her wurde der Liedtext zeilenweise vorgelesen und anschließend wird die Liedzeile von der Versammlung gesungen, dann wieder eine Zeile vorgelesen usw. Wenn möglich wird der Gesang mit Harmonium oder Klavier begleitet. Diese Praxis des Vorlesens ist ein Unterscheidungsmerkmal zu der Stunde in anderen pietistischen Gemeinschaften, die meistens Liederbücher benutzen. Diese Praxis ist aus der Not geboren und ist eine Erinnerung an die Entstehung der Gemeinschaft zu einer Zeit, als die meisten Mitglieder einfache und arme Bauern waren und sich ein Liederbuch nicht leisten konnten oder wollten und die Liedtexte Hahns noch nicht gedruckt vorlagen. So konnte man die Stunde alleine mit einer Abschrift des Liedtextes abhalten. Die Gestaltung der Versammlungen steht aber den einzelnen Versammlungen frei. In den letzten Jahrzehnten kehrten sich viele Gemeinden von dieser Praxis ab und gebrauchen Hahns Liederbuch.
Die Auslegungstexte stammen von Michael Hahn, von Brüdern der Gemeinschaft oder von Vätern des Pietismus wie zum Beispiel Friedrich Christoph Oetinger. Daran schließt sich die mündliche Auslegung der anwesenden Brüder an. Es reden in den allgemeinen Erbauungsstunden nur Brüder, keine Schwestern, was mit 1. Kor. 14,34–35 und 1. Tim. 2,12 begründet wird. Brüder und Schwestern sitzen in der „Stunde“ getrennt. Die Heilige Schrift soll als einzige Norm der Wahrheit betrachtet werden. Sie wird als „wörtlich eingegeben vom ersten bis zum letzten Blatt“ betrachtet. Neben den regelmäßigen, meist wöchentlichen Stunden gibt es auch regionale Zusammenkünfte, wie die Monats-, Brüder- und Schwesternstunden. In Schömberg-Langenbrand hat die Gemeinschaft mit dem „Haus Ecker“ ein eigenes Bibelheim.
Ins Auge fällt bei den Mitgliedern der Gemeinschaft, dass die Schwestern langes, oftmals geflochtenes oder zur „Pietistenzwiebel“ („Knoten“/„Dutt“) gebundenes Haar und keine Hosen, sondern Röcke oder Kleider tragen, was ihr Verständnis vom Frausein nach Gottes Schöpfungsordnung bezeugen soll und auch mit 5. Mose 22,5 begründet wird. Die Kleidung der Frau soll züchtig und weiblich sein. Als wesentlicher wird jedoch von der Gemeinschaft selbst das Ringen um Ernsthaftigkeit in der Nachfolge Jesu sowie zuchtvolle und demütige Lebensführung und „erbarmende Liebe“ angesehen. Die Gemeinschaft hat sich in einer Gemeinschaftsordnung Ordnungen und Regeln gegeben, die sich an den Worten Jesu und den Briefen der Apostel orientieren sollen. In der daraus entfalteten christlichen Ethik wird beispielsweise das Fernsehen und die Benutzung anderer Medien zur Unterhaltung sowie „schwärmerisches Treiben“ (Charismatik) abgelehnt. In den Veränderungen und Umbrüchen unserer Zeit werden Zeichen der Endzeit gesehen. Vor diesem Hintergrund soll das „von den Vätern überkommene reiche Erbe“ bewahrt und der „Charakter der Gemeinschaft rein bewahrt“ werden (Zitate aus der Gemeinschaftsordnung).
Bei öffentlichen Wahlen wird den Mitgliedern der Gemeinschaft zwar empfohlen, nach eigener Gewissensführung ihre Stimme abzugeben. Von einem weitergehenden politischen Engagement wird jedoch abgeraten, da das Parteiwesen dem inneren Leben nicht förderlich sei. Von politischen Versammlungen solle man sich am besten fernhalten. Aufgabe der Glieder der Gemeinschaft sei die Fürbitte, auch für die politisch Verantwortlichen (vgl. Gemeinschaftsordnung).
Im Gegensatz zu vielen evangelikalen Gemeinschaften vertritt die Hahn’sche Gemeinschaft offiziell die Lehre von der Wiederbringung aller Dinge am Ende der Zeitalter. 
In der Hahn’schen Gemeinschaft werden keine Sakramente gespendet und es gibt keine ordinierten Prediger oder Geistliche. Wer eine Taufe oder das Abendmahl wünscht, kann die Sakramente bei der Evangelischen Kirche oder in einer Freikirche bekommen. Die Mitgliedschaft in einer Kirche ist nicht obligatorisch. Die Funktionen in einer Gemeinschaft beschränken sich auf organisatorische Fragen, ansonsten gibt es keine offiziellen Hierarchien und die Mitglieder der Stunde haben große Freiheit darüber, welche Texte gelesen oder ausgelegt werden und wie die Stunde gestaltet wird und wer zu Wort kommt.